# Pipi (South Park)
Pour les articles homonymes, voir PEE.
Pipi (Pee en VO) est le 14e et dernier épisode de la saison 13 de la série télévisée South Park, portant le nombre total d'épisodes à 195.

## Résumé
Les enfants se rendent au parc aquatique où il s'avère que l'excès d'urine dans l'eau va vite provoquer un tsunami d'urine dans tout le parc. Kyle, qui déteste l'urine, est contraint d'affronter de plein fouet son objet de répulsion, en compagnie de Butters, Jimmy et Stan, et surtout de M. Pi Pi, le dirigeant vénitien du parc, tandis que Cartman, recueilli dans un canot rempli de minorités, pense être le seul survivant « blanc ». À l'extérieur du parc, Randy tente de sauver les enfants alors qu'on découvre à l'urine des propriétés néfastes sur le comportement.

## Mort de Kenny
- Kenny meurt noyé dans l'urine. À  cette occasion, on a droit au classique « Oh, mon Dieu ! Ils ont tué Kenny ! », mais pas au « Espèces d'enfoirés ! ».